# Kaljazins radioastronomiobservatorium
Kaljazins radioastronomiobservatorium (ryska: Калязинская радиоастрономическая обсерватория, förkortat КРАО) är ett observatorium för radioastronomi beläget i staden Kaljazin i Tver oblast, i västra europeiska Ryssland.
Bland invånarna i staden brukar den också kallas för ''Radioörat''.

## Historik
Kaljazins radioastronomiobservatorium började att byggas i mitten av 1970-talet. 1992 togs det i drift och sedan 1995 genomförs forskning regelbundet.
Dess primära uppgifter var bland annat att stödja potentiella bemannade uppdrag till planeten Mars.
2010 blev antennen och annan utrustning skadade efter att en brand hade brutit ut. Teleskopet reparerades, vilket pågick i ungefär 2 år. Under reparartionerna byttes systemet för strömförsörjningen ut och annan utrsutning reparerades och förbättrades.
Observatoriet har 10 anställda.

## Teleskopet

### Data
Observatoriets radioteleskop är av modellen RT-64 som finns i endast två exemplar.
Paraboldiametern på teleskopet är 64 meter, vilket innebär att RT-64 var en av världens största radioteleskop under den tiden.
Totala vikten är 3800 ton, höjden 178 meter och från rymden kan det ta emot signaler på ett avstånd av mer än 300 miljoner kilometer.

### Forskningsområden
De forskningsområden som teleskopet har är bland annat:
- Pulsarer
- Radiointerferometri
- Sökande efter rymdskrot

## Bilder

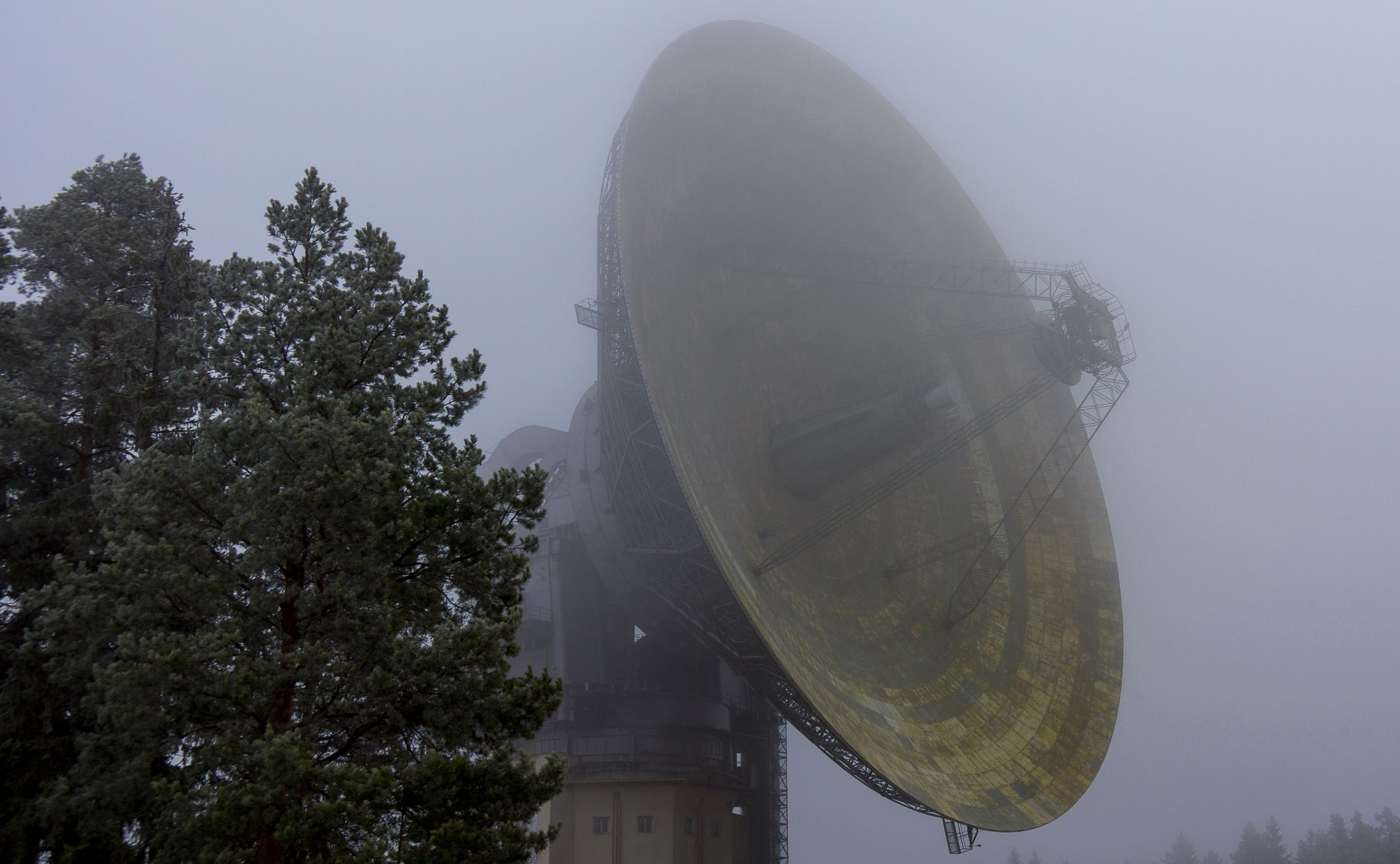
Närmare bild på parabolen.
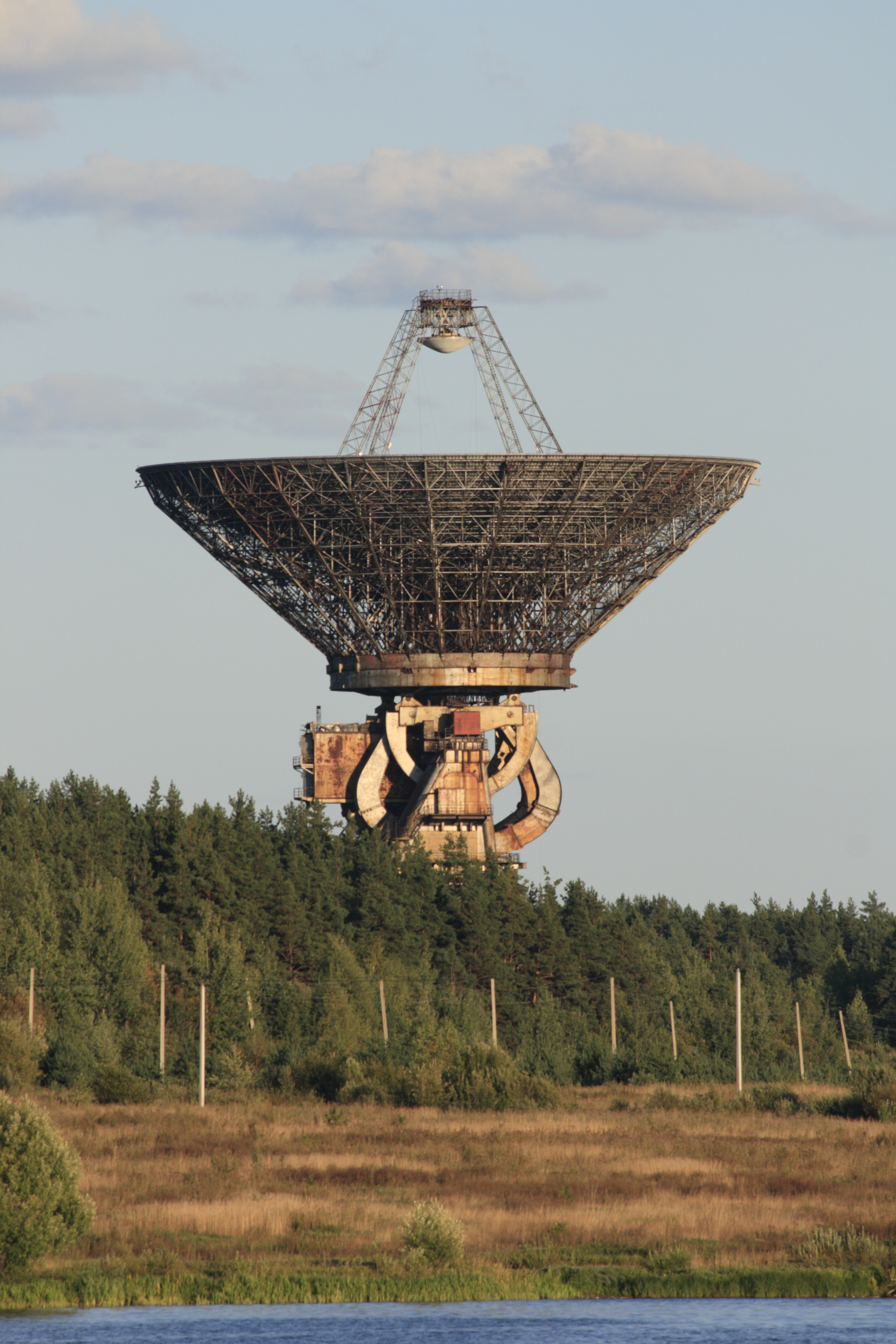
Teleskopet i augusti 2011.